# لویی دولاسیوو
لویی دولاسیووْ (فرانسوی: Louis Delasiauve‎؛ ‏ ۱۴ اکتبر ۱۸۰۴ – ۵ ژوئن ۱۸۹۳) روان‌پزشک اهل فرانسه بود.
وی دکترای خود را در ۱۸۳۰ گرفت و چند سالی در خارج پاریس به کسب تجریه پرداخت. سپس رئیس بیمارستان پیتی-سالپتری‌یر شد و مبتلایان به صرع و کم‌توانی ذهنی را درمان نمود. یکی از دستیاران مشهور او دزیره مگلوار بورنویل بود.
وی کتابی نیز دربرهٔ صرع با عنوان «رساله صرع؛ تاریخچه، درمان، پزشکی قانونی» نگاشت. که توسط فردریش ویلهلم تیله به زبان آلمانی ترجمه شد.